# In the Pursuit of Leisure
In the Pursuit of Leisure è il quinto album in studio del gruppo musicale statunitense rock alternativo Sugar Ray, pubblicato nel 2003.

## Tracce
1. Chasin' You Around – 3:38
2. Is She Really Going Out with Him? – 3:48
3. Heaven (feat. Esthero) – 4:26
4. Bring Me the Head of... – 0:42
5. Mr. Bartender (It's So Easy) – 3:30
6. Can't Start – 3:42
7. Photograph of You – 3:48
8. 56 Hope Road (feat. Shaggy) – 3:51
9. Whatever We Are – 3:41
10. She's Different – 3:30
11. In Through the Doggie Door – 3:09
12. Blues from a Gun – 3:25